# 第59回有馬記念
第59回有馬記念（だい59かいありまきねん）は、2014年12月28日に中山競馬場で施行された競馬の競走である。このレースを最後に引退を表明したジェンティルドンナが優勝し、有終の美を飾った。

## ファン投票の結果
11月22日から12月7日までファン投票が行われ、11月27日に第1回中間発表、12月4日に第2回中間発表、12月11日に最終発表が行われた。最終の有効件数は143,863件、有効投票総数は957,708票だった。
以下の表において、出走馬は灰色の枠で表示する。
- 最終順位上位20頭[2][3]

| 最終順位 | 馬名               | 性齢 | 第1回  | 第1回 | 第2回  | 第2回 | 最終   | 出否 |
| 最終順位 | 馬名               | 性齢 | 票数   | 順位  | 票数   | 順位  | 票数   | 出否 |
| -------- | ------------------ | ---- | ------ | ----- | ------ | ----- | ------ | ---- |
| 1位      | ゴールドシップ     | 牡5  | 12,678 | 1     | 39,337 | 1     | 66,796 | 出走 |
| 2位      | ジェンティルドンナ | 牝5  | 9,428  | 4     | 31,524 | 4     | 55,699 | 出走 |
| 3位      | ハープスター       | 牝3  | 10,546 | 2     | 33,466 | 3     | 54,954 | 回避 |
| 4位      | イスラボニータ     | 牡3  | 10,394 | 3     | 33,606 | 2     | 53,745 | 回避 |
| 5位      | ジャスタウェイ     | 牡5  | 8,405  | 7     | 27,337 | 7     | 52,324 | 出走 |
| 6位      | フェノーメノ       | 牡5  | 8,906  | 6     | 29,075 | 5     | 49,520 | 出走 |
| 7位      | ワンアンドオンリー | 牡3  | 8,930  | 5     | 27,550 | 6     | 45,418 | 出走 |
| 8位      | エピファネイア     | 牡4  | 3,373  | 8     | 16,640 | 12    | 41,854 | 出走 |
| 9位      | スピルバーグ       | 牡5  | 6,587  | 9     | 22,115 | 8     | 40,764 | 回避 |
| 10位     | トーホウジャッカル | 牡3  | 6,729  | 8     | 19,497 | 9     | 31,729 | 回避 |
| 11位     | ウインバリアシオン | 牡6  | 6,087  | 10    | 18,413 | 10    | 31,252 | 出走 |
| 12位     | メイショウマンボ   | 牝4  | 1,498  | 19    | 9,298  | 12    | 30,698 | 出走 |
| 13位     | ヌーヴォレコルト   | 牝3  | 5,642  | 11    | 16,919 | 11    | 26,268 | 回避 |
| 14位     | キズナ             | 牡4  | 5,163  | 12    | 13,439 | 13    | 19,913 | 回避 |
| 15位     | ラキシス           | 牝4  | 3,184  | 14    | 10,168 | 14    | 17,638 | 出走 |
| 16位     | トゥザワールド     | 牡3  | 1,260  | 15    | 7,575  | 15    | 12,118 | 出走 |
| 17位     | デニムアンドルビー | 牝4  | 1,717  | 16    | 6,592  | 16    | 11,800 | 出走 |
| 18位     | トーセンラー       | 牡6  | 889    | 27    | 5,692  | 18    | 11,694 | 出走 |
| 19位     | ヴィルシーナ       | 牝5  | 1,672  | 18    | 5,616  | 19    | 10,354 | 出走 |
| 20位     | サウンズオブアース | 牡3  | 1,708  | 17    | 5,115  | 20    | 8,119  | 回避 |

- 最終登録を行った馬のうち、最終順位21位以下で100位までに入った馬の順位

| 最終順位 | 馬名               | 性齢 | 第1回 | 第1回 | 第2回 | 第2回 | 最終  | 出否 |
| 最終順位 | 馬名               | 性齢 | 票数  | 順位  | 票数  | 順位  | 票数  | 出否 |
| -------- | ------------------ | ---- | ----- | ----- | ----- | ----- | ----- | ---- |
| 21位     | ラブイズブーシェ   | 牡5  | 1,151 | 23    | 3,582 | 25    | 7,884 | 除外 |
| 22位     | フェイムゲーム     | 牡4  | 1,439 | 20    | 4,578 | 21    | 7,672 | 除外 |
| 23位     | ラストインパクト   | 牡4  | 850   | 28    | 3,005 | 29    | 6,899 | 出走 |
| 38位     | サトノノブレス     | 牡4  | 553   | 39    | 1,995 | 40    | 3,677 | 出走 |
| 42位     | ナカヤマナイト     | 牡6  | 224   | 60    | 1,453 | 45    | 3,214 | 除外 |
| 49位     | タマモベストプレイ | 牡4  | 221   | 61    | 1,033 | 59    | 2,396 | 除外 |
| 56位     | ショウナンラグーン | 牡3  | 370   | 47    | 1,272 | 51    | 2,149 | 除外 |
| 59位     | オーシャンブルー   | 牡6  | 218   | 63    | 933   | 63    | 1,962 | 出走 |

## レース施行前の状況

### 各競走の結果
| 施行日   | レース名                            | 着順 | 競走馬名           |
| -------- | ----------------------------------- | ---- | ------------------ |
| 06月29日 | 第55回宝塚記念（GI）                | 1着  | ゴールドシップ     |
| 06月29日 | 第55回宝塚記念（GI）                | 2着  | カレンミロティック |
| 09月28日 | 第60回オールカマー（GII）           | 1着  | マイネルラクリマ   |
| 10月05日 | 第93回凱旋門賞（G1）                | 6着  | ハープスター       |
| 10月05日 | 第93回凱旋門賞（G1）                | 8着  | ジャスタウェイ     |
| 10月05日 | 第93回凱旋門賞（G1）                | 14着 | ゴールドシップ     |
| 10月12日 | 第65回毎日王冠（GII）               | 1着  | エアソミュール     |
| 10月14日 | 第49回京都大賞典（GII）             | 1着  | ラストインパクト   |
| 10月26日 | 第75回菊花賞（GI）                  | 1着  | トーホウジャッカル |
| 10月26日 | 第75回菊花賞（GI）                  | 2着  | サウンズオブアース |
| 11月02日 | 第150回天皇賞（秋）（GI）           | 1着  | スピルバーグ       |
| 11月02日 | 第150回天皇賞（秋）（GI）           | 2着  | ジェンティルドンナ |
| 11月09日 | 第52回アルゼンチン共和国杯（GII）   | 1着  | フェイムゲーム     |
| 11月16日 | 第39回エリザベス女王杯（GI）        | 1着  | ラキシス           |
| 11月16日 | 第39回エリザベス女王杯（GI）        | 2着  | ヌーヴォレコルト   |
| 11月30日 | 第34回ジャパンカップ（GI）          | 1着  | エピファネイア     |
| 11月30日 | 第34回ジャパンカップ（GI）          | 2着  | ジャスタウェイ     |
| 12月06日 | 第48回ステイヤーズステークス（GII） | 1着  | デスペラード       |
| 12月06日 | 第50回金鯱賞（GII）                 | 1着  | ラストインパクト   |

### 施行直前の状況
この年はファン投票の上位馬に回避が少なく、上位20頭のうち13頭が出走を表明し、GI競走の勝ち馬は10頭、出走16頭すべてが重賞優勝馬と豪華な顔ぶれになった。また、登録馬も21頭と多く5頭が除外対象となっていたが、出走可能馬で回避馬が1頭もいなかったため、除外対象馬はすべて除外された。
ジェンティルドンナ、ジャスタウェイ、トーセンラー、ヴィルシーナの4頭はこのレースで引退することが陣営から発表された。また、ジェンティルドンナは同日の全レース終了後に引退式を行うことも発表された。
この年の出走馬のうち、関東馬はフェノーメノ1頭のみで、残り15頭はすべて関西馬であった。
ハープスターとイスラボニータ、スピルバーグはジャパンカップ後、トーホウジャッカルは菊花賞後、ヌーヴォレコルトはエリザベス女王杯後休養に当てるため出走登録は行わなかった。また、キズナは天皇賞（春）のレース中に骨折しており、年内は休養することになった。
この年はJRA史上初めて、指名された馬の関係者が枠順を選択する方式が採用された。指名はニューヨーク・ヤンキースの田中将大投手と松山康久元調教師が交互に行った。
1番人気のゴールドシップは2012年の皐月賞・菊花賞の2冠馬で、2年前の同レースの覇者でもある。2013年に宝塚記念を優勝し、2014年は史上初の宝塚記念連覇を達成した。海外遠征となった凱旋門賞は14着に敗れ、今回はその凱旋門賞以来約3カ月ぶりのレースとなったが、陣営は3着だった前年の同レースよりも状態がいいと述べていた。
2番人気のエピファネイアは前年度の菊花賞の優勝馬で、2014年の春は未勝利に終わったが、前走のジャパンカップでは豪華メンバーの中、2着馬に4馬身突き放す圧勝を決めてGI2勝目をあげた。
3番人気のジャスタウェイは前年度の天皇賞（秋）で4馬身差の圧勝でGI初制覇を飾ると、2014年は中山記念・ドバイデューティーフリー・安田記念と重賞を連勝した。特にドバイデューティーフリーは2着に6馬身以上突き放す圧勝で、それまでのコースレコードを2秒以上短縮する非常に強い内容だった。このドバイデューティーフリーで国際クラシフィケイションにおいては130ポンドを獲得し、日本競馬史上初の単独1位にランクインされた。海外遠征となった凱旋門賞では8着に敗れたが、ジャパンカップでは2着に入り、健在ぶりをアピールした。
4番人気のジェンティルドンナは2012年度の牝馬三冠馬で、同年のジャパンカップで三冠馬オルフェーヴルを叩き合いの末に下し、3歳牝馬史上初制覇の快挙を成し遂げた。2013年は史上初となるジャパンカップ連覇を達成し、2014年はドバイシーマクラシックを制し、一線級の牡馬とも互角以上の実績を見せていた。3連覇のかかったジャパンカップでは4着に敗れ、当初はこのレースを最後に引退する可能性もあったが、敗戦が「不完全燃焼」であったことから出走を表明した。なお、ジェンティルドンナは中山のレースには一度も出走経験がなく、今回が最初で最後の中山出走となる。
単勝オッズ1桁台の馬は以上の4頭で、3番人気のジャスタウェイまでがほぼ固まったオッズとなっており、ジェンティルドンナが離れた4番人気という構図になった。

## 出走馬と枠順
枠順は12月25日に東京・お台場フジテレビ本社でニューヨーク・ヤンキースの田中将大投手をゲストに発表された。
2014年12月28日 第5回中山競馬第8日目　第10競走
天気：晴、馬場状態：良、発走時刻：15時25分
負担重量は4歳以上牡馬・セン馬57kg、4歳以上牝馬及び3歳牡馬55kg、全馬日本 () 調教馬。
| 枠番 | 馬番 | 競走馬名           | 性齢 | 騎手         | 調教師     | 単勝オッズ    | 枠順抽選順番 | ファン投票 |
| ---- | ---- | ------------------ | ---- | ------------ | ---------- | ------------- | ------------ | ---------- |
| 1    | 1    | トーセンラー       | 牡6  | 武豊         | 藤原英昭   | 22.8（8人）   | 4番目        | 18位       |
| 1    | 2    | ヴィルシーナ       | 牝5  | 内田博幸     | 友道康夫   | 77.7（12人）  | 3番目        | 19位       |
| 2    | 3    | ワンアンドオンリー | 牡3  | 横山典弘     | 橋口弘次郎 | 11.8（5人）   | 5番目        | 7位        |
| 2    | 4    | ジェンティルドンナ | 牝5  | 戸崎圭太     | 石坂正     | 8.7（4人）    | 1番目        | 2位        |
| 3    | 5    | ラキシス           | 牝4  | C.デムーロ   | 角居勝彦   | 36.3（11人）  | 7番目        | 15位       |
| 3    | 6    | トゥザワールド     | 牡3  | W.ビュイック | 池江泰寿   | 31.2（9人）   | 2番目        | 16位       |
| 4    | 7    | ラストインパクト   | 牡4  | 菱田裕二     | 松田博資   | 17.6（7人）   | 8番目        | 23位       |
| 4    | 8    | メイショウマンボ   | 牝4  | 武幸四郎     | 飯田祐史   | 86.3（14人）  | 6番目        | 12位       |
| 5    | 9    | ウインバリアシオン | 牡6  | 藤岡康太     | 松永昌博   | 34.9（10人）  | 10番目       | 11位       |
| 5    | 10   | フェノーメノ       | 牡5  | 田辺裕信     | 戸田博文   | 15.3（6人）   | 9番目        | 6位        |
| 6    | 11   | サトノノブレス     | 牡4  | 池添謙一     | 池江泰寿   | 81.0（13人）  | 11番目       | 38位       |
| 6    | 12   | デニムアンドルビー | 牝4  | 浜中俊       | 角居勝彦   | 118.6（16人） | 12番目       | 17位       |
| 7    | 13   | エピファネイア     | 牡4  | 川田将雅     | 角居勝彦   | 4.0（2人）    | 14番目       | 8位        |
| 7    | 14   | ゴールドシップ     | 牡5  | 岩田康誠     | 須貝尚介   | 3.5（1人）    | 13番目       | 1位        |
| 8    | 15   | ジャスタウェイ     | 牡5  | 福永祐一     | 須貝尚介   | 4.6（3人）    | 15番目       | 5位        |
| 8    | 16   | オーシャンブルー   | 牡6  | 蛯名正義     | 池江泰寿   | 87.1（15人）  | 16番目       | 59位       |

- W.ビュイック、菱田裕二、藤岡康太は有馬記念初騎乗。

## レース結果

### レース展開
ゲートが開くとまずメイショウマンボが出遅れた。それ以外の馬はほぼ揃ったスタートを決め、大方の予想通りヴィルシーナがハナを切った。外枠発走となったエピファネイアが2番手につけ、その後ジェンティルドンナ、トーセンラー、ラキシス、ワンアンドオンリーと続き、ゴールドシップが中団やや後方、ジャスタウェイはさらに離れた後方を追走し1周目のホームストレッチに入った。
1000m通過は63秒0と非常に遅いペースとなり、3コーナーまで隊列がほとんど変わることなく進んだが、3〜4コーナー中間点でヴィルシーナが失速し、エピファネイアが押し出される形で先頭に立ち、ジェンティルドンナはマークする形で2番手に上がった。このあたりでゴールドシップがまくりをかけて先団にとりついた。
直線に入るとジェンティルドンナがエピファネイアに競りかけ、残り100mでエピファネイアが後退し先頭に立った。後方からトゥザワールドとゴールドシップが差を詰めてきたが、ジェンティルドンナが4分の3馬身の差で押し切って先頭でゴールし、有終の美を飾った。
1番人気のゴールドシップはトゥザワールドとの写真判定の結果3着、2番人気のエピファネイアは5着、3番人気のジャスタウェイは後方から追い込むも4着にそれぞれ敗れた。

### レース着順
| 着順 | 馬番 | 競走馬名           | タイム | 着差   | 上がりタイム |
| ---- | ---- | ------------------ | ------ | ------ | ------------ |
| 1    | 4    | ジェンティルドンナ | 2:35.3 |        | 34.1         |
| 2    | 6    | トゥザワールド     | 2:35.4 | 3/4    | 33.8         |
| 3    | 14   | ゴールドシップ     | 2:35.4 | ハナ   | 33.9         |
| 4    | 15   | ジャスタウェイ     | 2:35.5 | クビ   | 33.4         |
| 5    | 13   | エピファネイア     | 2:35.5 | ハナ   | 34.6         |
| 6    | 5    | ラキシス           | 2:35.5 | アタマ | 34.1         |
| 7    | 7    | ラストインパクト   | 2.35.5 | クビ   | 33.7         |
| 8    | 1    | トーセンラー       | 2:35.7 | 1      | 34.4         |
| 9    | 12   | デニムアンドルビー | 2:35.7 | クビ   | 33.9         |
| 10   | 10   | フェノーメノ       | 2:35.7 | アタマ | 34.2         |
| 11   | 11   | サトノノブレス     | 2:35.9 | 1.1/2  | 33.6         |
| 12   | 9    | ウインバリアシオン | 2:35.9 | ハナ   | 34.1         |
| 13   | 3    | ワンアンドオンリー | 2:36.0 | 1/2    | 34.4         |
| 14   | 2    | ヴィルシーナ       | 2:36.1 | クビ   | 35.4         |
| 15   | 8    | メイショウマンボ   | 2:36.4 | 2      | 33.9         |
| 16   | 16   | オーシャンブルー   | 2:36.4 | ハナ   | 34.2         |

### データ
| 1000m通過タイム     | 63.0秒（ヴィルシーナ） |
| 上がり4ハロン       | 47.0秒                 |
| 上がり3ハロン       | 34.6秒                 |
| 優勝馬上がり3ハロン | 34.1秒                 |

### 払戻
| 単勝   | 4      | 870円     |
| 複勝   | 4      | 280円     |
| 複勝   | 6      | 500円     |
| 複勝   | 14     | 160円     |
| 枠連   | 2-3    | 2,610円   |
| 馬連   | 4-6    | 12,350円  |
| 馬単   | 4-6    | 21,190円  |
| 3連複  | 4-6-14 | 15,250円  |
| 3連単  | 4-6-14 | 109,590円 |
| ワイド | 4-6    | 3,390円   |
| ワイド | 4-14   | 850円     |
| ワイド | 6-14   | 1,190円   |

## 達成された記録
- ディープインパクト産駒では初めての制覇。また、ディープインパクト自身も有馬記念を優勝しており、父仔制覇となる。
- 鞍上の戸崎圭太は有馬記念初制覇[19]。
- 牝馬の優勝は2008年のダイワスカーレット以来6年ぶり史上5頭目。
  - 三冠牝馬の有馬記念優勝は2023年現在唯一。
- 中山未出走馬の優勝は1997年のシルクジャスティス以来17年ぶり[20]。
- ジェンティルドンナはこれで阪神[21]・東京[22]・京都[23]・中山の4競馬場でGⅠを制しており、これはテイエムオペラオー・オルフェーヴルに次いで史上3頭目[24]。牝馬では2023年現在唯一
  - 加えてジェンティルドンナはメイダン競馬場でもG1・ドバイシーマクラシックを制しており、日本馬による5競馬場でのGⅠ制覇は歴代最多（2023年現在）
- 長距離GⅠ5勝は2024年現在も日本馬の最多記録である[25]。

## 入場者数・レース売り上げ
- 入場人員：11万5878人
- 売上金：388億2561万8100円[26]

## エピソード
- ジェンティルドンナは史上初めて、ラストランで優勝した三冠牝馬となった。
  - ラストランとして臨んだ馬による有馬記念制覇は前年のオルフェーヴルに続く2年連続であり、2年連続でラストランと宣言した馬による有馬記念優勝は2024年現在唯一。
  - 父ディープインパクトも8年前の同レースをラストランとして出走・優勝しており、親子が共にラストランと宣言した有馬記念を制したのは2023年現在唯一[27]。
- 中山競馬場の全レース終了後に、ジェンティルドンナの引退式が行われた。[28]

## テレビ・ラジオ中継
- ラジオNIKKEI
  - 実況：舩山陽司
- フジテレビ
  - 実況：塩原恒夫
  - 解説：松本ヒロシ（競馬エイト・トラックマン）、岡部幸雄、安藤勝己（ともに元JRA騎手）
  - ゲート前リポーター：倉田大誠
  - 勝利騎手インタビュー：福永一茂